# Bhera
Bhera és una ciutat del Panjab al Pakistan a la vora del riu Jhelum al districte de Sargodha; la seva població el 1901 era de 18.680 habitants i el 2001 de 31.140 habitants. "Bhera" vol dir "Vila segura" i segons sir Alexander Cunningham fou l'antiga capital dels sofeites, del temps d'Alexandre el Gran, tot i que aquesta identificació és discutida. Després es va anomenar Jobnathnagar (del raja Jobnath, també Chobnath). Al segle VII i VIII era tributària de Caixmir. Al començament del segle xi fou saquejada per Mahmud de Gazni; aquest en la seva campanya contra Waihind (Peshawar) de 1001-1003, va capturar al rei indi Shahiya (Jayapala) i 15 dels seus principals caps i parents alguns dels quals es van fer musulmans; a Bhera la major part dels habitants, excepte els que es van fer musulmans, foren executats. El 1221 fou atacada per generals mongols de Genguis Khan. El 1519 se'n va apoderar Baber i al cap de poc fou destruïda per les tribus de la muntanya. El 1540 es va reconstruir al costat de la tomba d'un santó musulmà. Sota Akbar el Gran fou capital d'una subdivisió menor (un mahal) de la suba de Lahore. Va pertànyer a l'Imperi Mogol i en temps de Muhammad Shāh, l'administrava Rājā Salāmat Rai, un rajput del subclan Anand dels kukhran, mentre la veïna Khushāb era administrada pels nawāb Ahmadyār Khān, i la part sud-est a la vora del Chenab estava a càrrec del maharajà Kaura Mal, governador de Multan; mort per aquella època Ahmdiyat Khan, Khusab va passar a Rājā Salāmat Rai però aquest fou traïdorament assassinat pel khattak Abbas Khan que donava suport a Pindari Dādan Khān, i es va apoderar de la ciutat; però després Abbas Khan foui acusat de malversació i empresonat i Fateh Singh, nebot de Salāmat Rai, va recuperar el domini. Bhera fou ocupada breument per Ahmad Shah Durrani el 1757 i el 1790 va caure en mans dels sikhs que la van conservar fins al 1849. El darrer raja de Bhera fou Diwan Bahadur Jawahir Mal. del clan rajput kukhran originaris de Peshawar